# Família Karin

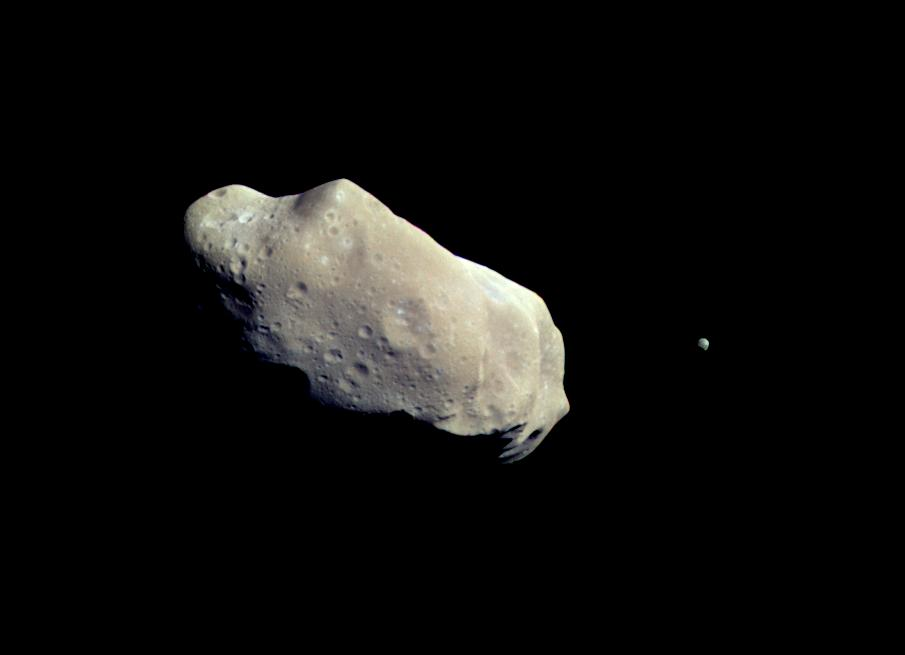
O asteroide 243 Ida e sua lua, Dactyl. Ida é um membro da família Koronis embora não no cúmulo Karin

A família de asteroide Karin ou cúmulo Karin é uma subfamília da família Koronis. É constituída por, pelo menos, 90 asteroides localizados no cinturão principal. O que os torna especial é que os cientistas têm usado as órbitas de 13 desses membros para reconstituir o passado e calcular quando todos eles compartilhavam a mesma órbita - a órbita do corpo-mãe a partir do qual todos eles se originaram.

## Características
A família é nomeado devido ao seu principal membro, 832 Karin, que tem um diâmetro de cerca de 19 km. Ela representa cerca de 15-20% da massa do corpo original que tinha um diâmetro estimado de 33 km. 832 Karin é um asteroide tipo S. 4507 Petercollins foi originalmente creditado para ser um membro da família, mas foi identificado em 2004 como um intruso. Os outros membros têm diâmetros na gama de 1-7 km.
Acredita-se que a família tenha sido criada há 5,8 ± 0,2 milhões de anos atrás, tornando-se a mais recente colisão de asteroides conhecidas. Porque as superfícies dos membros da família estão relativamente intocada, análise espectroscópica pode dizer aos cientistas muito sobre a sua composição e pode lançar uma nova luz sobre a questão de como estreitamente os asteroides e meteoritos estão relacionados. O fato de que nós sabemos quando suas superfícies foram formados também será útil na determinação da taxa de formação de crateras em asteroides. Estima-se que cerca de 100 milhões de anos, a família terá disperso num grau tal que ela não poderá ser separada a partir da população de asteroides do fundo.
A família também pode ser a fonte de uma das bandas de poeira interplanetária descoberta pelo satélite IRAS e também pode ter gerado meteoritos que teriam composições consistentes com os asteroides do tipo S e raios cósmicos com idades de exposição de aproximadamente 5,8 milhões de anos.
Um estudo da família Karin tem pela primeira vez detectado o efeito de Yarkovsky em principais asteroides do cinturão.